# Gymnotus chimarrao
Gymnotus chimarrao és una espècie de peix pertanyent a la família dels gimnòtids.

## Descripció
- Fa 23,7 cm de llargària màxima.[4]

## Hàbitat
És un peix d'aigua dolça, bentopelàgic i de clima tropical.

## Distribució geogràfica
Es troba a Sud-amèrica: Arroio Grande (conca del riu Taquari, el Brasil).

## Observacions
És inofensiu per als humans.